# Caroline Tiné
Pour les articles homonymes, voir Tiné.
Œuvres principales
- L'Immeuble (roman, 1990)

Caroline Tiné est une journaliste et écrivaine française. Elle a obtenu le prix du premier roman en 1990 pour L'immeuble.

## Biographie
Fille de Antoinette Appert Roland-Gosselin et de Jean Marie Édouard Tiné, elle a une sœur Sophie et un frère Édouard. Elle grandit entre Algérie et la France et fait ses études secondaires au lycée Molière à Paris. Elle commence une carrière de mannequin aux États-Unis, rencontre  Dominique Ferran avec lequel elle a un fils, Sébastien Ferran, né en 1971 à New York. Caroline Tiné collabore ensuite comme journaliste avec Paris Match, Marie Claire et Elle, puis devient en 1990 directrice de la rédaction de Marie Claire Maison. Son premier roman L'immeuble parait en 1990, il obtient le prix du premier roman, il est suivi par Le roman de Balthazar en 1993. Après 22 ans d'activité professionnelle comme journaliste, elle reprend la plume et publie en 2015 un troisième roman remarqué par la critique qui sera suivi par deux autres. Elle partage aujourd'hui son temps entre Paris, l'île de Ré et l'Inde,.
Caroline Tiné a un réel talent de conteur, sous une apparence légère, ses histoires dévoilent un style ironiqueet rigoureux, lui permettant de dessiner de nouvelles pistes et d'ouvrir à la différence. Le thème de l'enfermement, le huis-clos est un fil de ses romans : la loge d'une concierge dans L'immeuble, un château déglingué pour Le roman de Balthazar, une clinique psychiatrique dans Le fil de Yo et un avion dans Tomber du ciel. Elle cite Les fleurs du mal et Demande à la poussière comme livres qui l'ont marquée.

## Prix
- Prix du premier roman 1990 pour L'immeuble[12];
- Prix littéraire du Lions Club 1993 pour Le roman de Balthazar[13] ;
- Grand prix littéraire de l'Académie nationale de pharmacie 2015 pour Le fil de Yo[14]

## Œuvre

### Romans
- L'immeuble, Albin Michel, 1990 (EAN 9782266047210)[15];
- Le roman de Balthazar, Albin Michel, 1993 (ISBN 2226065377)[16];
- Le fil de Yo, J.-C. Lattes, 2015 (EAN 9782709647625)[17];
- Tomber du ciel, Presses de la cité, 2020 (EAN 9782258194045);
- Pas de larmes, Albin Michel, 2025 (EAN 9782226500083)[18].

### Cuisine
- Cuisines d'ailleurs, Éd. du Chêne, 2000 (ISBN 978-2-84277-308-3)